# Капелла Скровеньи

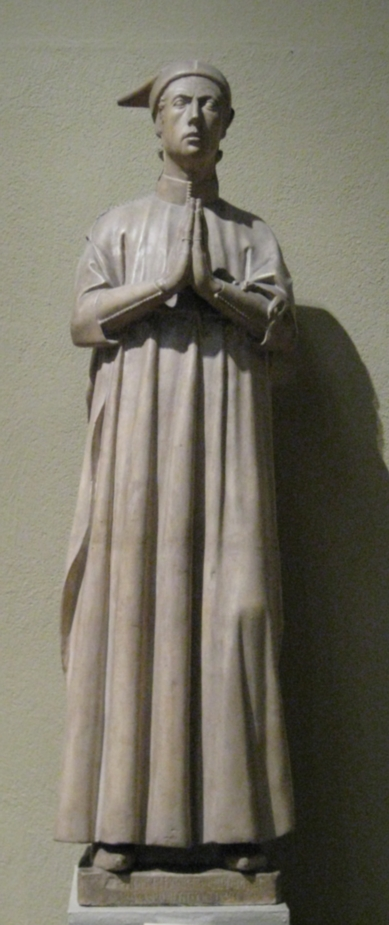
Джованни Пизано. Статуя Энрико Скровеньи из Капеллы Скровеньи. Слепок в Государственном музее изобразительных искусств им. А. С. Пушкина, Москва

Капелла Скровеньи, или Капелла дель Арена (итал. La cappella degli Scrovegni [kapˈpɛlla deʎʎi skroˈveɲɲi], вен. Capeła dei Scrovegni) — небольшая церковь (ранее частная капелла) в Падуе, область Венето, Италия, прославившаяся благодаря циклу фресок работы Джотто ди Бондоне (1304—1305), выдающегося художника итальянского проторенессанса. В 2021 году фрески капеллы Скровеньи в составе цикла фресок XIV века восьми зданий Падуи были внесены в список Всемирного наследия ЮНЕСКО. В настоящее время Капелла Скровеньи входит в музейный комплекс Музеев Эремитани в Падуе.

## История
Капелла посвящена Деве Марии и её официальным названием было церковь Святой Марии Милосердной (итал. La Chiesa di Santa Maria della Carità). Она была заложена в 1300 Юбилейный год Юбилейном году Католической церкви, объявленном папой Бонифацием VIII, и освящена в день Благовещения Марии (25 марта) в 1303 году, который остался её главным праздником в последующие годы. Неподалеку от арены возникло братство мирян под названием Благовещение Девы Марии — Школа Аннунциаты (della Vergine Annunciata — la Scuola dell’Annunciata). Прозвание капелла дель Арена или Скровеньи она получила, так как её построили на землях «Арена ди Падова», принадлежавших Энрико Скровеньи, и с использованием в качестве фундамента остатков древнеримского театра (арены).

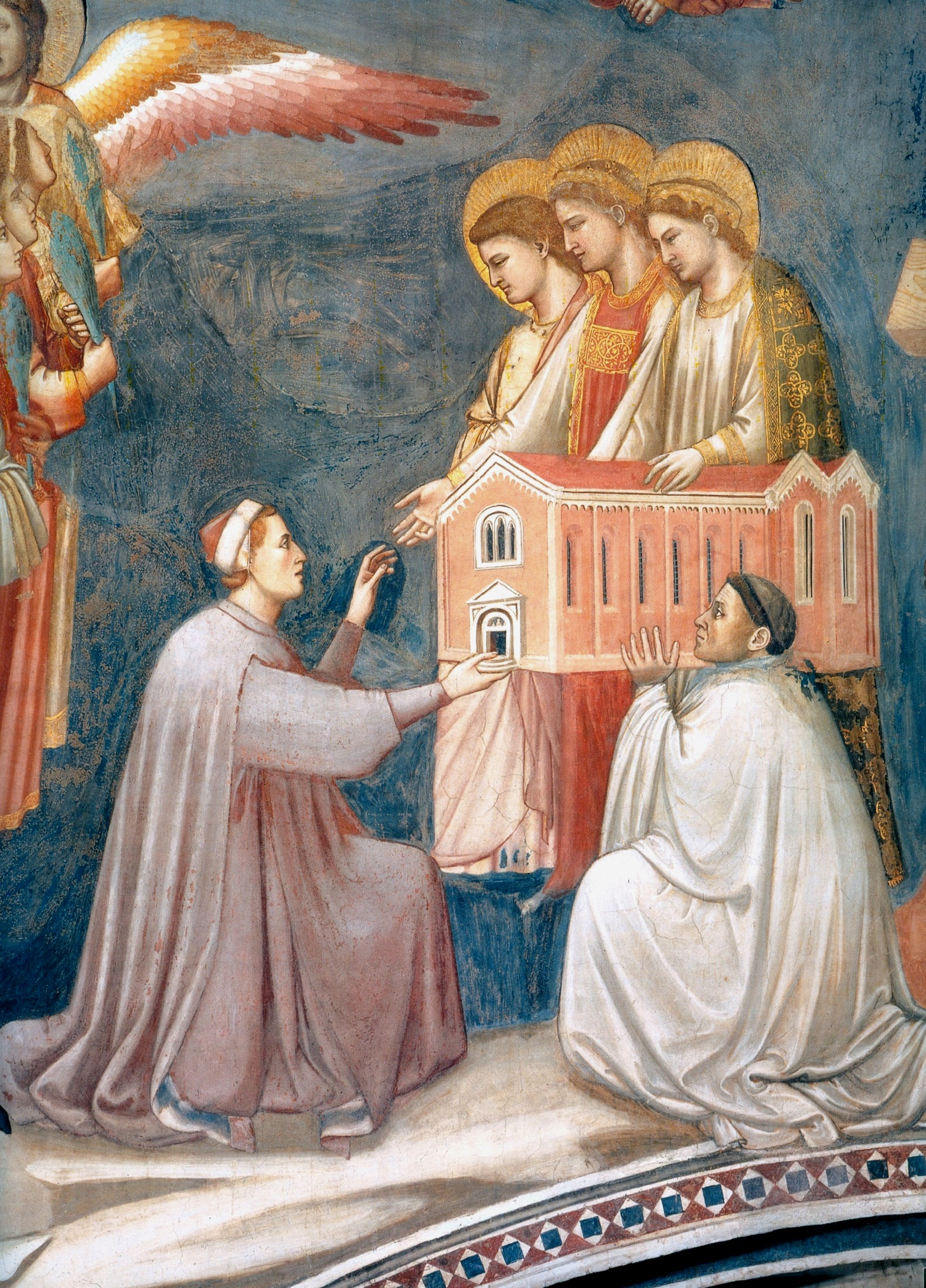
Страшный суд. Деталь росписи. Модель церкви в руках донатора несколько отличается от реальной постройки, поэтому считают, что эту фреску Джотто писал непосредственно в процессе строительства здания

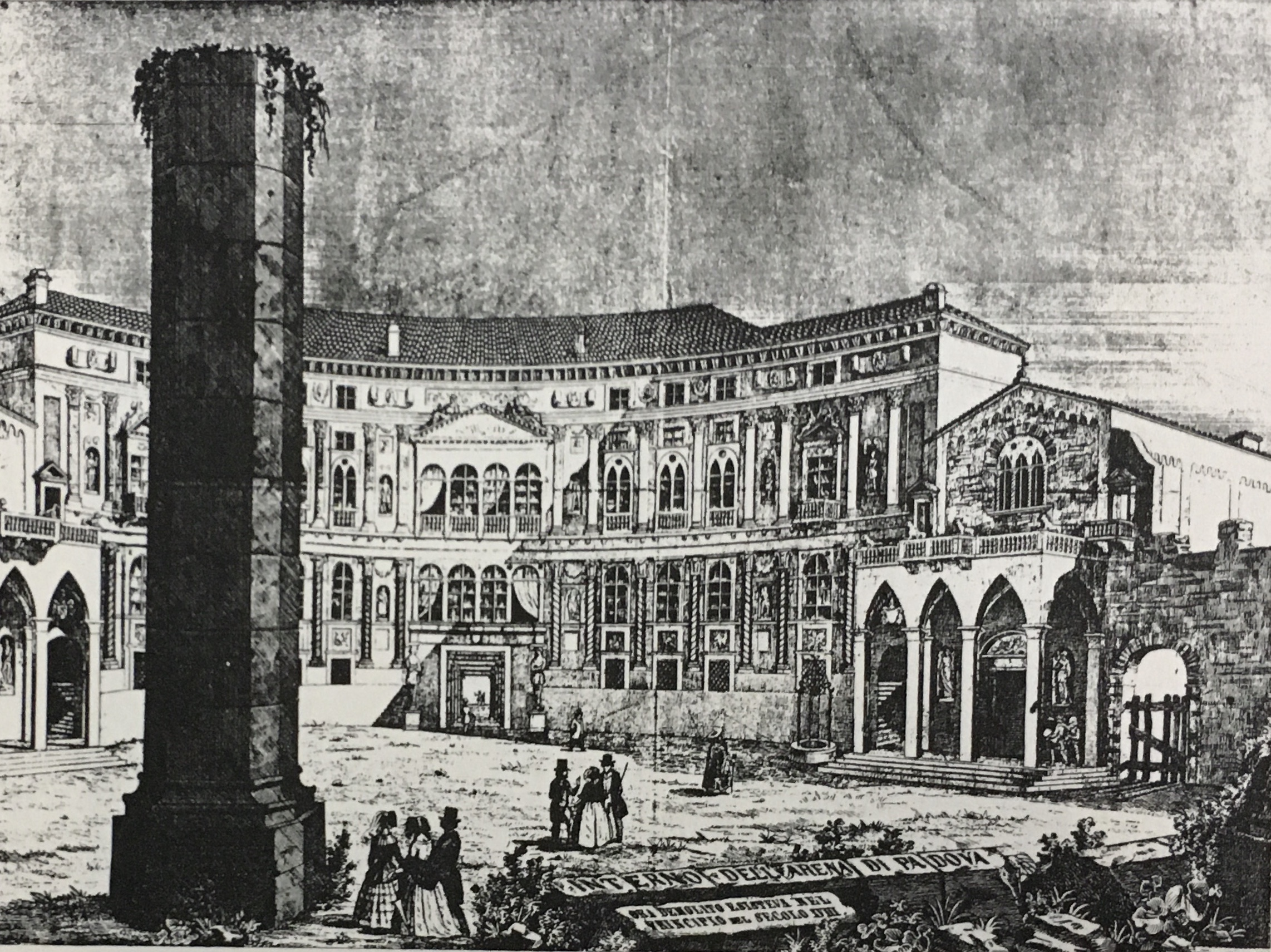
Дворец и капелла Скровеньи в Падуе. Гравюра 1842 г.

Капелла была заказана Энрико дельи Скровеньи, сыном Реджинальдо дельи Скровеньи и Капеллины Малакапелли, богатым падуанским ростовщиком, который в феврале 1300 года купил территорию древней римской арены в Падуе у разорившегося дворянина Манфредо Далесманини. Энрико построил роскошный дворец, капелла которого служила частной молельней и будущим семейным мавзолеем. Согласно документам, несохранившееся здание, к которому примыкала капелла, было достаточно обширным: помещение для горячих бань, конюшни, два донжона, двое входных ворот, выходящих на монастырь эремитов и реку.
Церковное разрешение на строительство оратория (молельни) было выдано 31 марта 1302 года. Здание планировалась в качестве домовой капеллы. Однако после строительства она была открыта для посещения. Прихожанам капеллы папской буллой от 1 марта 1304 года отпускались грехи.
Росписи интерьера капеллы владелец поручил Джотто, первому художнику Италии того времени, который выполнил работу в два сезона 1304—1305 годов. Встречается предположение, что Энрико построил церковь в искупление грехов своего ростовщика-отца — Реджинальдо, которого даже Данте поместил в 7-й круг Ада в своей «Божественной комедии» (XVII, 64-75). Занимался ростовщичеством и сам Энрико — папа Бенедикт XI отпустил ему этот грех.
Энрико обязал наследников в своем завещании сделать пожертвования этому храму. Его надгробие с мраморным портретным изображением во весь рост находится в апсиде, а портретное изображение — в сцене Страшного суда на противоположной стене, где он преподносит модель капеллы Деве Марии. Историки искусства причисляют это живописное изображение к числу первых портретов в западноевропейской живописи, который предшествует даже портрету Иоанна Доброго. Дополнительная тонкость — фигура донатора Скровеньи выполнена в тех же пропорциях, что и сакральные фигуры, которым он предстоит, без какого-либо иератического соподчинения с уменьшением его в масштабах. Исследователи отмечают особое внимание, которое художник уделил образу донатора: пятнадцать блаженных за спиной Скровеньи написаны за один рабочий день, выполнение портрета Энрико заняло четыре.
После окончания росписей Джотто в 1305 году церковь была вторично освящена. Церемония была пышной — для большей торжественности Скровеньи 16 марта 1305 года взял напрокат ткани и ковры из венецианской церкви Сан-Марко. Мраморный алтарь работы скульптора Джованни Пизано, другого мастера той эпохи, украшают два ангела с подсвечниками и статуя Мадонны с Младенцем.
Хотя церковь предназначалась для семейного пользования, тем не менее, её открывали для публики в дни праздника Благовещения. Она привлекала столь большое количество восхищённой публики, что это послужило причиной жалоб соседних монахов-эремитов на отток их паствы и упрёков роду Скровеньи в суетности и тщеславии.
О судьбе здания в последующие века известно мало. В XIX веке оно чуть не было уничтожено из-за новых владельцев: ими был разрушен украшавший здание входной портик и было снесено примыкающее палаццо Энрико Скровеньи. Разрушение обнажило фасад и оставило левую сторону церкви без надежной опоры. Наконец, в 1881 году храм отошёл к городскому муниципалитету, который предпринял серьёзные шаги по спасению церкви и фресок, состояние которых серьёзно ухудшились.
Последние значительные восстановительные работы в капелле длились около семи лет и завершились в 2002 году. Во ходе работ фрески были тщательно очищены от копоти и нагара и отреставрированы.

## Архитектура здания
Архитектором капеллы был фра Джованни или же сам Джотто.
Капелла представляет собой совсем небольшое здание простой архитектуры, прямоугольное в плане. Длина нефа составляет 29,88 м, ширина — 8,41 м, высота — 12,65 м. Апсида состоит из первой части, квадратной в плане, глубиной 4,49 м и шириной 4,31 м, и последующей части, имеющей форму пятистороннего многоугольника, глубиной 2,57 м и перекрытой пятью ребристыми лотками свода. Всё здание перекрыто коробовым сводом, высота потолка 13 м. На главном фасаде — трехчастное готическое окно. С правой стороны, выходившей на улицу, имеется шесть арочных окон. Левая сторона, примыкавшая к дому Скровеньи — глухая.
Очевидно, здание изначально планировалось под росписи — все стены гладкие, нет ни карнизов, ни колонн, ни выступающих ребер.

## Фрески Джотто
Площадь фресок составляет около 700 м², включая около 180 м² свода, расписанного по готической традиции почти исключительно синим с золотыми звёздами. Росписи были заказаны вскоре после открытия церкви и закончены около 1305 года, спустя два года работы Джотто. Художнику приходилось трудиться в спешке, и с этим связано, в частности, несовершенство фрески «Страшный суд», которую он во многом предоставил заботам своих учеников. Руку подмастерьев специалисты видят и во многих второстепенных персонажах основных циклов. Роспись апсиды выполнена в 1310-х гг. учениками Джотто.
Цикл фресок капеллы Скровеньи является не только ключевой работой Джотто, но и входит в число главных произведений западноевропейского искусства. Композиционное решение, найденное Джотто в этой работе, использовалось мастерами последующих поколений. «Был создан тип стенного панно, который с этого времени станет главной декоративно-композиционной темой монументальной живописи эпохи Возрождения».

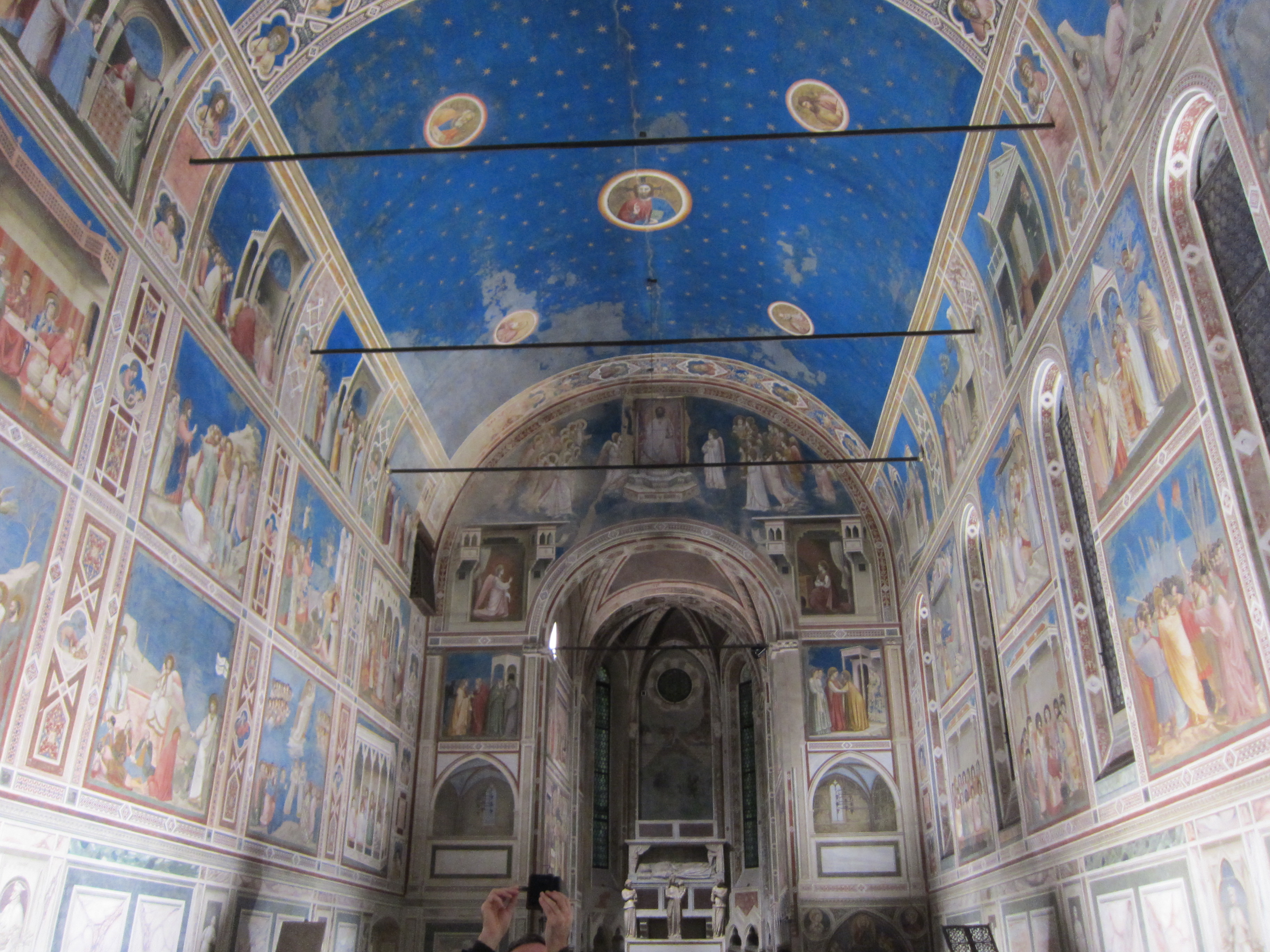
Капелла Скровеньи. Интерьер
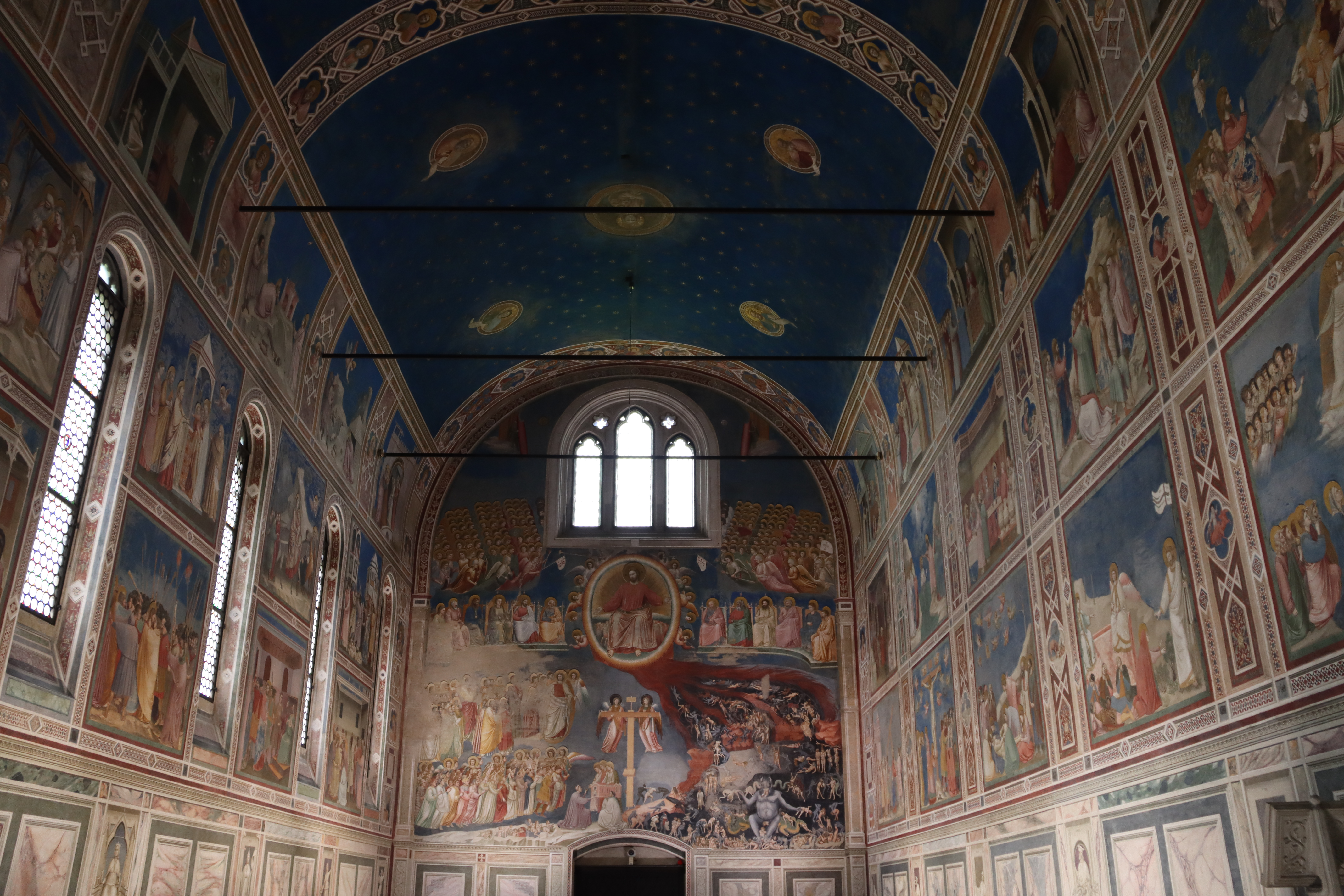
Контрфасад. Сцена Страшного суда
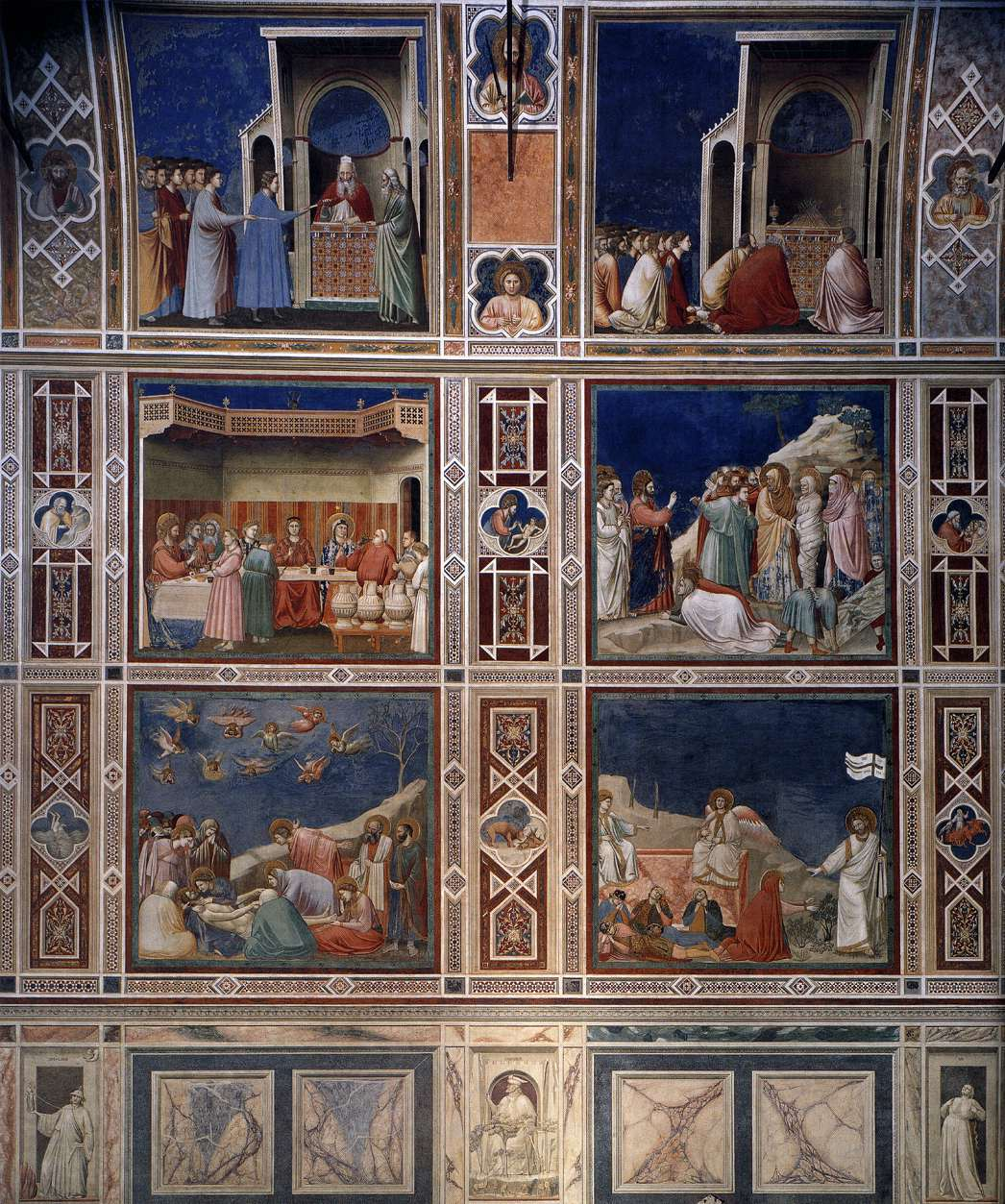
Часть росписи
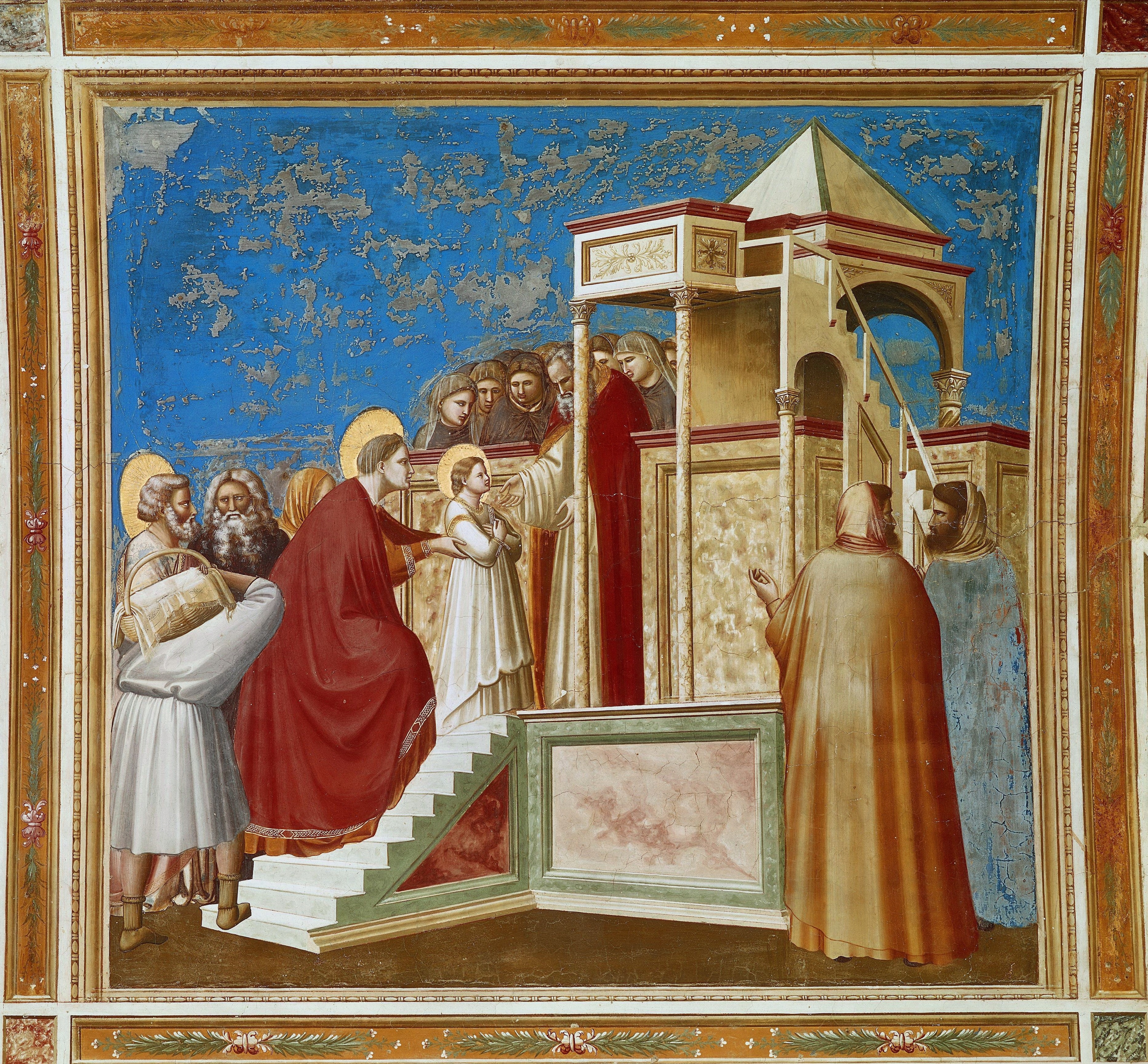
Введение в храм Девы Марии
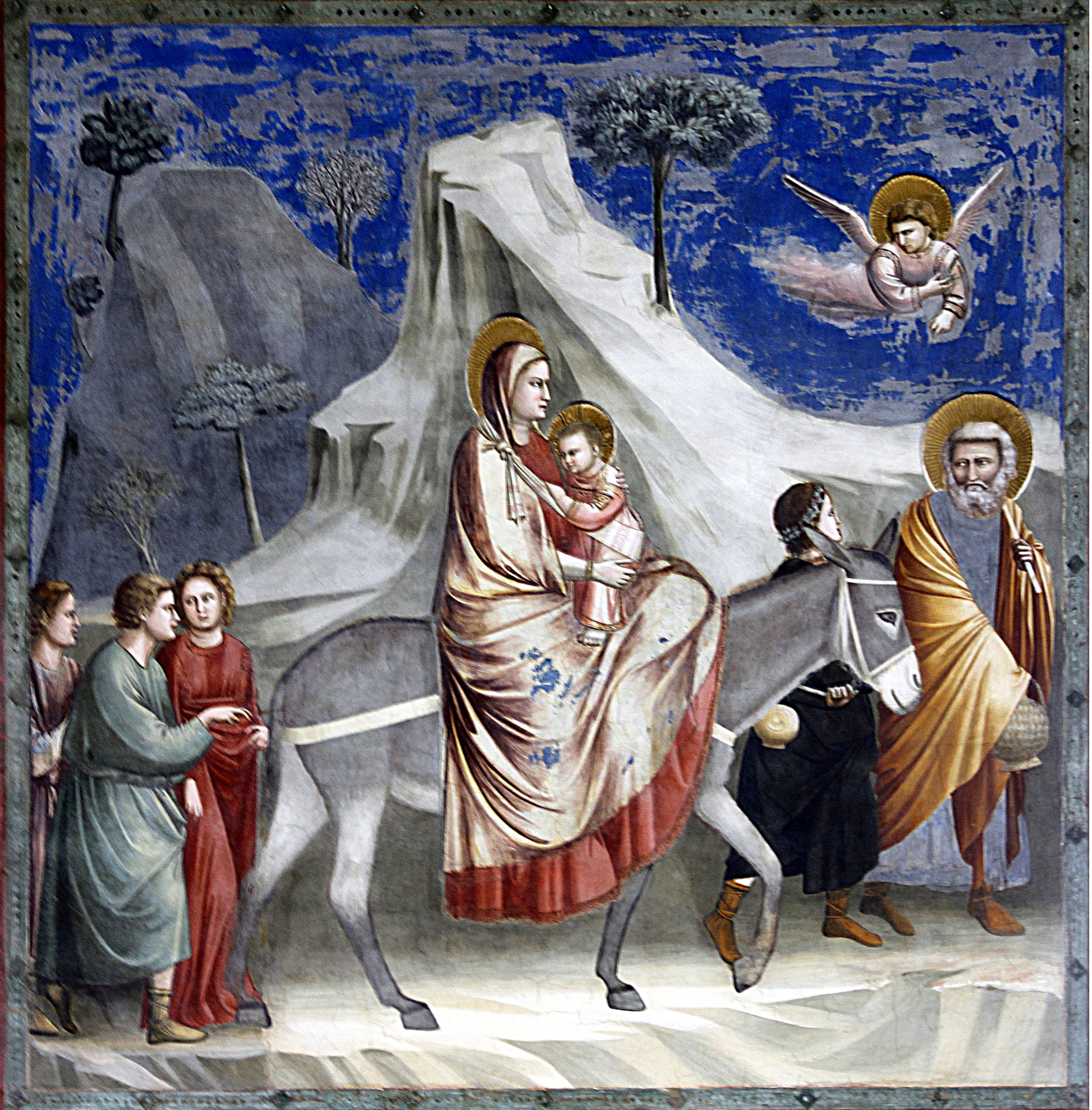
Бегство в Египет
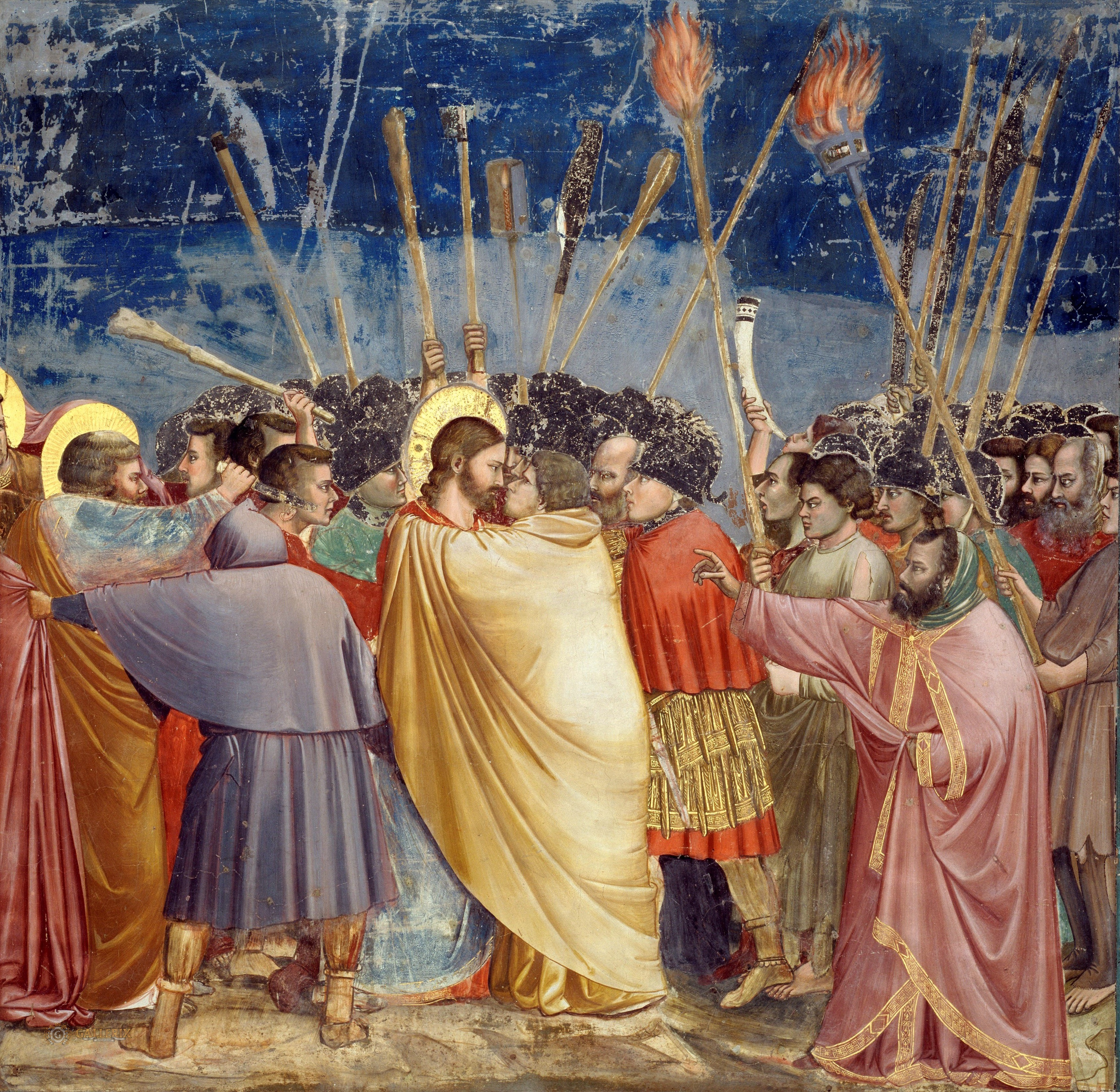
Поцелуй Иуды
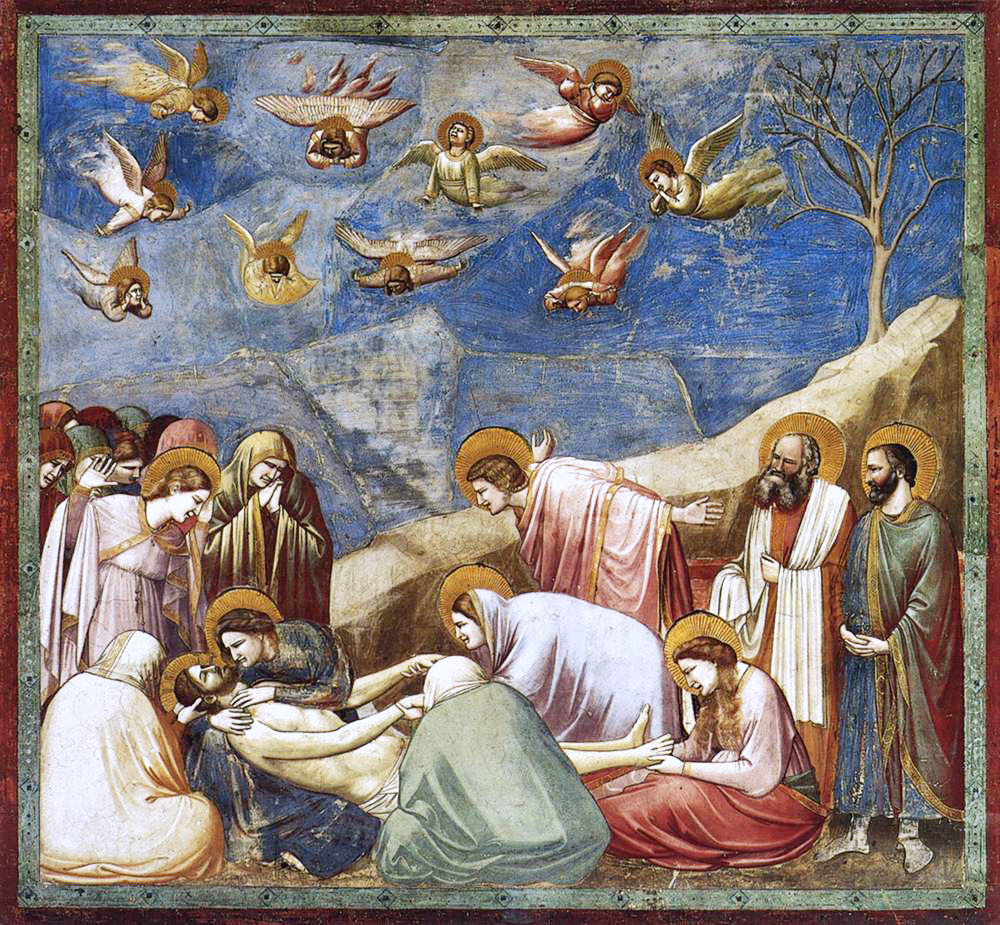
Оплакивание Христа

Это позволило ему разнообразить сюжеты, в выборе которых Джотто помогал августинский теолог, которого Джулиано Пизани недавно идентифицировал как Альберто да Падуя". Художник изобразил его держащим на плече макет капеллы в сцене преподнесения его Богоматери. Картины опоясывают интерьер в три яруса сверху вниз и по часовой стрелке. На западной стене (контрфасаде) находится композиция Страшного суда.
Капелла представляет собой длинное и узкое помещение, мало удобное для росписи. Поэтому фрески Джотто, столь знаменитые в истории искусства, в первый раз производят на зрителя неожиданно разочаровывающее впечатление. Они плохо видны в полутёмном помещении храма, и их трудно рассмотреть из-за невозможности отойти на необходимое расстояние. Размер отдельных сцен (2,31 x 2,02 м) невелик по отношению к общей поверхности стены. Фигуры верхнего ряда расположены на высоте более семи с половиной метров и практически не видны зрителю, зато хорошо воспринимаются широкие орнаментальные полосы, разделяющие росписи на отдельные клейма подобно житийным иконам. Это подметил М. В. Алпатов и назвал «тенденцией к обособленному восприятию каждой отдельной композиции», благодаря чему вся роспись представляет собой «некое подобие выставочного павильона, увешанного картинами».
Можно добавить, что именно с росписей Капеллы дельи Скровеньи начинается разлад между реальным пространством архитектуры и изобразительным пространством в границах фрески, созданным воображением живописца. Это противоречие в дальнейшем так и не найдет полного разрешения в искусстве Итальянского Возрождения.
Тем не менее, значение падуанского цикла фресок Джотто в истории искусства огромно. Уже современники были поражены их «правдоподобием». Однако даже М. Дворжак в своем классическом труде об итальянском искусстве, отмечая подлинное новаторство Джотто, который впервые вынес точку зрения за пределы картины и тем самым создал некое автономное изобразительное пространство, не придал должного значения возникающему от этого противоречию. При внимательном рассмотрении в композициях Джотто обнаруживается наличие двух пространств: тектонически оформленного архитектурой (раскрывающегося вдоль поверхности стены) и глубинного, возникающего от перекрывания пространственных планов изображения. В результате половинчатого решения появляется несколько точек зрения в пределах одной картинной композиции. «Такая не фиксированная точка зрения художника не обязывает и зрителя смотреть на композиции Джотто с одной определенной позиции… позволяет зрителю перемещаться, скользить взглядом», мысленно охватывать изображённые фигуры, «обходить их вокруг, ощупывать их и рассматривать сверху и снизу».
Этой новизной (значительно ослабленной в последующих произведениях художника, в частности в росписи капеллы Барди церкви Санта-Кроче во Флоренции; 1320) главным образом и интересны фрески Капеллы Скровеньи. Остается сожалеть, что столь новаторские произведения оказались в несоответствующем архитектурном пространстве. Возможно, поэтому, решая общую композицию фресок, Джотто оказался архаичным мастером, он расчленил поверхность стен, не считаясь с характером архитектуры. Джотто расчертил стены на условные квадраты и заполнил их картинами, связанными между собой только сюжетными линиями. Поэтому понятно, зачем художнику понадобились столь широкие орнаментированные обрамления, отчасти имитирующие мраморную облицовку «инкрустационного стиля».
Используемый колорит — светлый и праздничный. Основную ноту задает глубокий лазурный цвет, который применяется в качестве фона. Интересны два фрагмента росписи Джотто, находящиеся по сторонам алтарной арки; их называют «коретти» (итал. сoretti — «маленькие хоры») — иллюзионистические росписи, имитирующие сводчатые ниши в стене, построенные по правилам прямой перспективы (существует предположение, что ниши символизируют гробницы семьи Скровеньи)/
В алтаре церкви находится статуя Мадонны работы скульптора Джованни Пизано. 

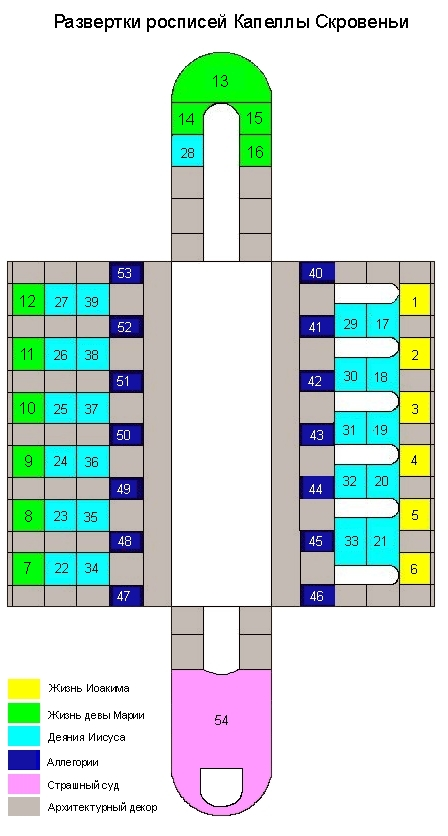

### Состав росписей
Правый верхний ярус посвящён истории Иоакима, отца Девы Марии. Он состоит из следующих изображений:
1. Изгнание бездетного Иоакима из храма
2. Иоаким присоединяется к пастухам
3. Благовещение святой Анне
4. Жертвоприношение Иоакима
5. Сон Иоакима
6. Встреча Иоакима и Анны у Золотых ворот
Левый верхний ярус — следует за ним хронологически, это история девы Марии:
7. Рождество Марии
8. Введение во храм
9. Церемония посохов
10. Моление о чуде посохов
11. Обручение Марии
12. Свадебная процессия
Арка пресбитерия с росписями на триумфальной арке перед апсидой продолжает историю Марии:
13. Архангел Гавриил получает поручение отправиться к деве Марии
14. Фигура архангела Гавриила из Благовещения
15. Фигура девы Марии из Благовещения — находится по другую сторону проема, напротив Гавриила
16. Встреча Марии и Елизаветы
Второй ярус справа начинает историю Иисуса Христа, рассказывая о Его детстве:
17. Рождество
18. Поклонение волхвов
19. Принесение младенца в храм
20. Бегство в Египет
21. Избиение младенцев
Второй ярус слева рассказывает о взрослых годах Иисуса:
22. Христос среди учителей
23. Крещение
24. Брак в Кане Галилейской
25. Воскрешение Лазаря
26. Вход в Иерусалим
27. Изгнание торгующих из храма
Арка пресбитерия включает ещё одно изображение:
28: Предательство Иуды — встреча предателя с первосвященниками находится напротив встречи Марии и Елизаветы (как противопоставление)
Третий ярус справа посвящён изображению мучений Христа: Страстям Иисуса:
29. Тайная вечеря
30. Омовение ног
31. Поцелуй Иуды и арест Иисуса
32. Христос перед Каифой
33. Бичевание Христа
Третий ярус слева продолжает тему:
34. Крестный путь
35. Распятие
36. Погребение
37. Воскресение (Не прикасайся ко Мне)
38. Вознесение
39. Сошествие Святого Духа
Нижний, цокольный, ярус высотой около трёх метров представляет цикл из 14 аллегорий добродетелей и пороков, показанных попарно:
| 40. Благоразумие (Prudentia)  | 47. Глупость (Stultitia)          |
| 41. Крепость (Fortitudo)      | 48. Непостоянство (Inconstantia)  |
| 42. Умеренность (Temperantia) | 49. Гнев (Ira)                    |
| 43. Справедливость (Justitia) | 50. Несправедливость (Injustitia) |
| 44. Вера (Fides)              | 51. Неверность (Infidelitas)      |
| 45. Любовь (Caritas)          | 52. Зависть (Invidia)             |
| 46. Надежда (Spes)            | 53. Отчаяние (Desperatio)         |

Добродетели размещены по левой стене (с окнами) от алтаря и соответствуют блаженным, изображённым в сцене Страшного суда, пороки — по правой и соотнесены с проклятыми.
Западная стена, противоположная апсиде (контрфасад), целиком посвящена одному сюжету:

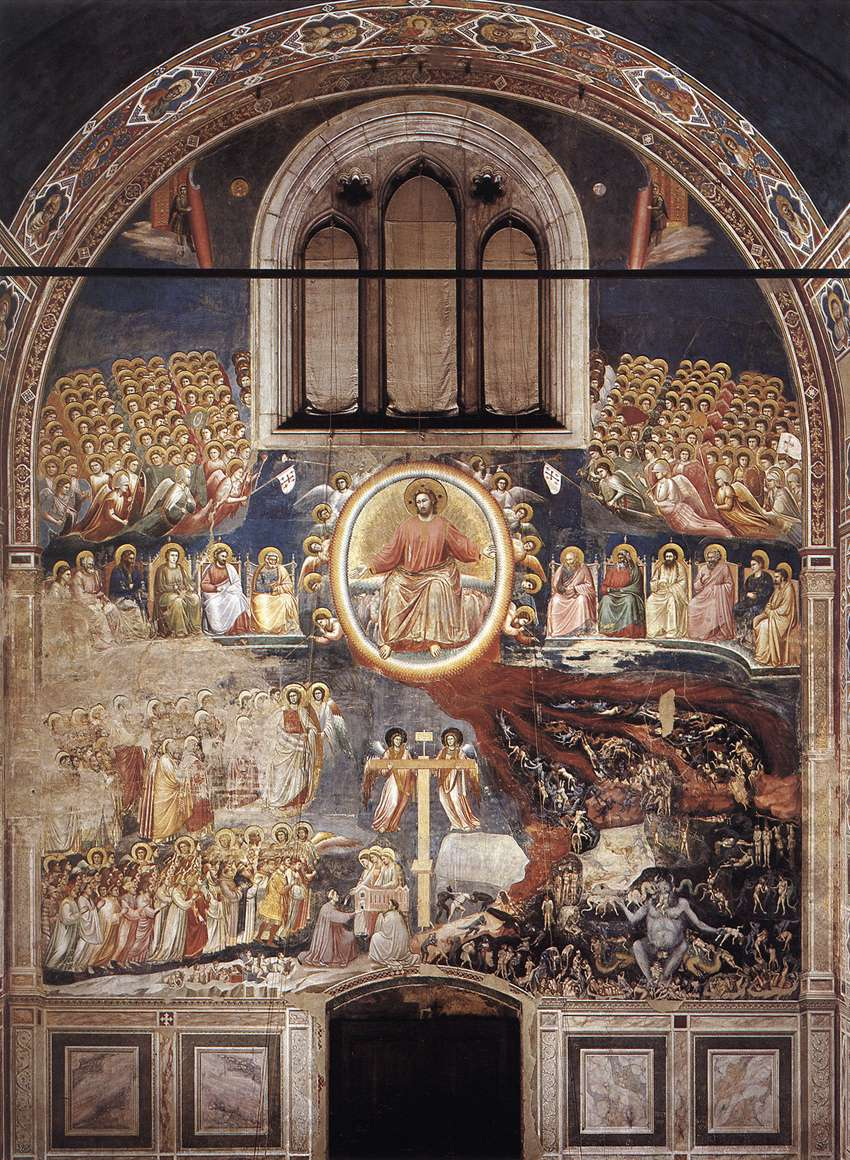
Страшный суд. Фреска контрфасада

54. Страшный суд

## Живописные новации Джотто и их значение
К новым живописным приёмам, которые использовал Джотто в этой работе, обычно относят доминирование одного синего цвета в качестве фона, включая пейзажные композиции, замену жёстких контуров мягкими, «текучими» линиями и светлыми тонами карнации. Для передачи выразительности взглядов фигур используется коричневатое затемнение вокруг глаз. Натурально прорисованы складки одежд. Фигуры в трактовке Джотто массивны, телесны и материальны. Лица персонажей зачастую индивидуализированы. Персонажи решительно отличаются от условных фигур византийского и готического искусства. Композиция строится на реальных отношениях между персонажами, выраженными во взглядах, мимике и жестах, а не на идеях или каноне.
Сегодня эти росписи с их плотными, коренастыми фигурами и скупыми пейзажными фонами могут показаться архаичными в своей наивной повествовательности, но тогда, на рубеже средневековья и нового времени, это было смелым новаторством. Джотто разрушил иконописную застылость фигур, он заставил их двигаться, жестикулировать, выражать свою страсть, горечь, гнев и восторг. (М. В. Алпатов)
Стоит отметить новизну другого использованного Джотто приёма — иллюзорную архитектурную декорацию, и цикл аллегорий добродетелей и пороков, выполненный монохромно, как если бы это были мраморные барельефы. Подобное решение в будущем ляжет в основу особого жанра фресковой декорации, который будет иметь большой успех в эпоху кватроченто и чинквеченто, хотя в случае капеллы Скровеньи такой приём был вызван теснотой и необходимостью создавать подобные «обманки» для иллюзорного расширения пространства.

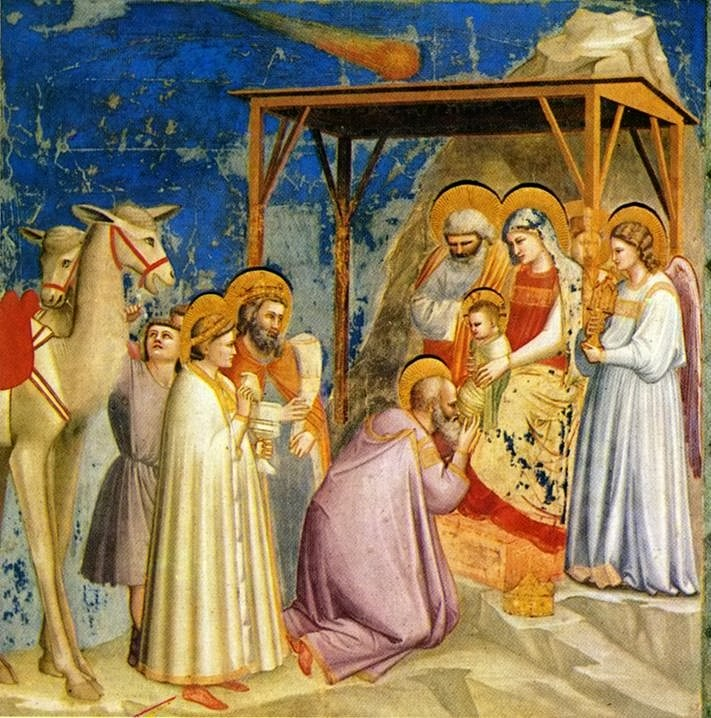
Поклонение волхвов
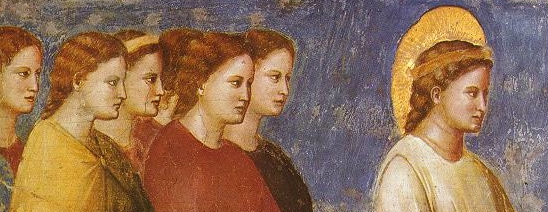
Свадебная процессия Марии. Деталь
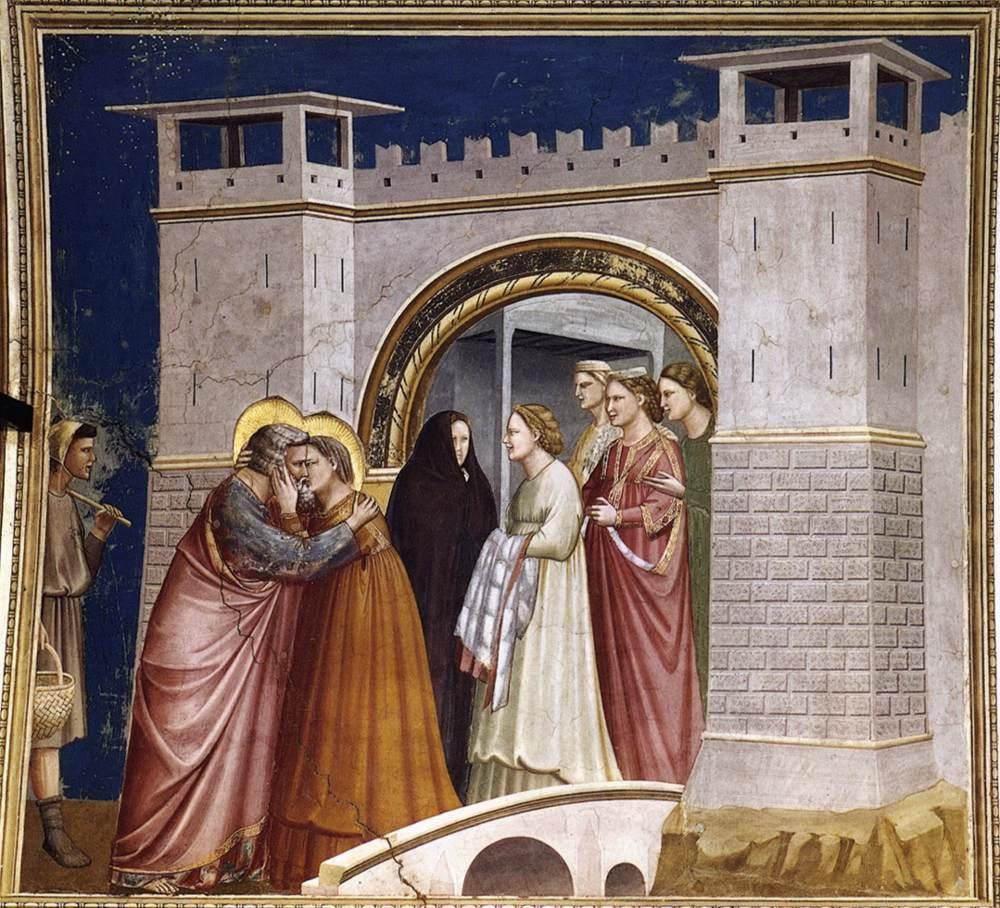
Встреча Иоакима и Анны у Золотых ворот
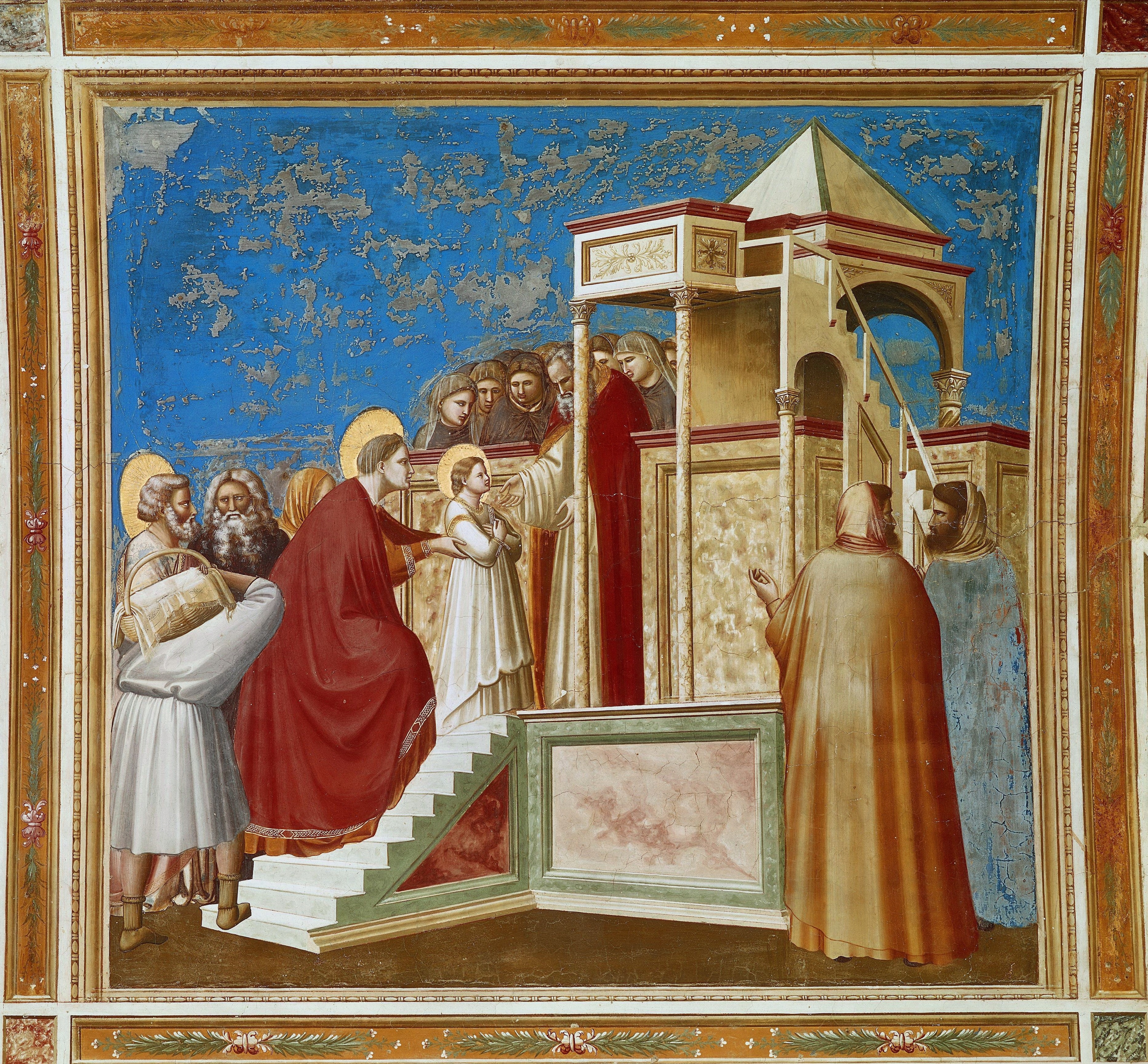
Введение Девы Марии в храм
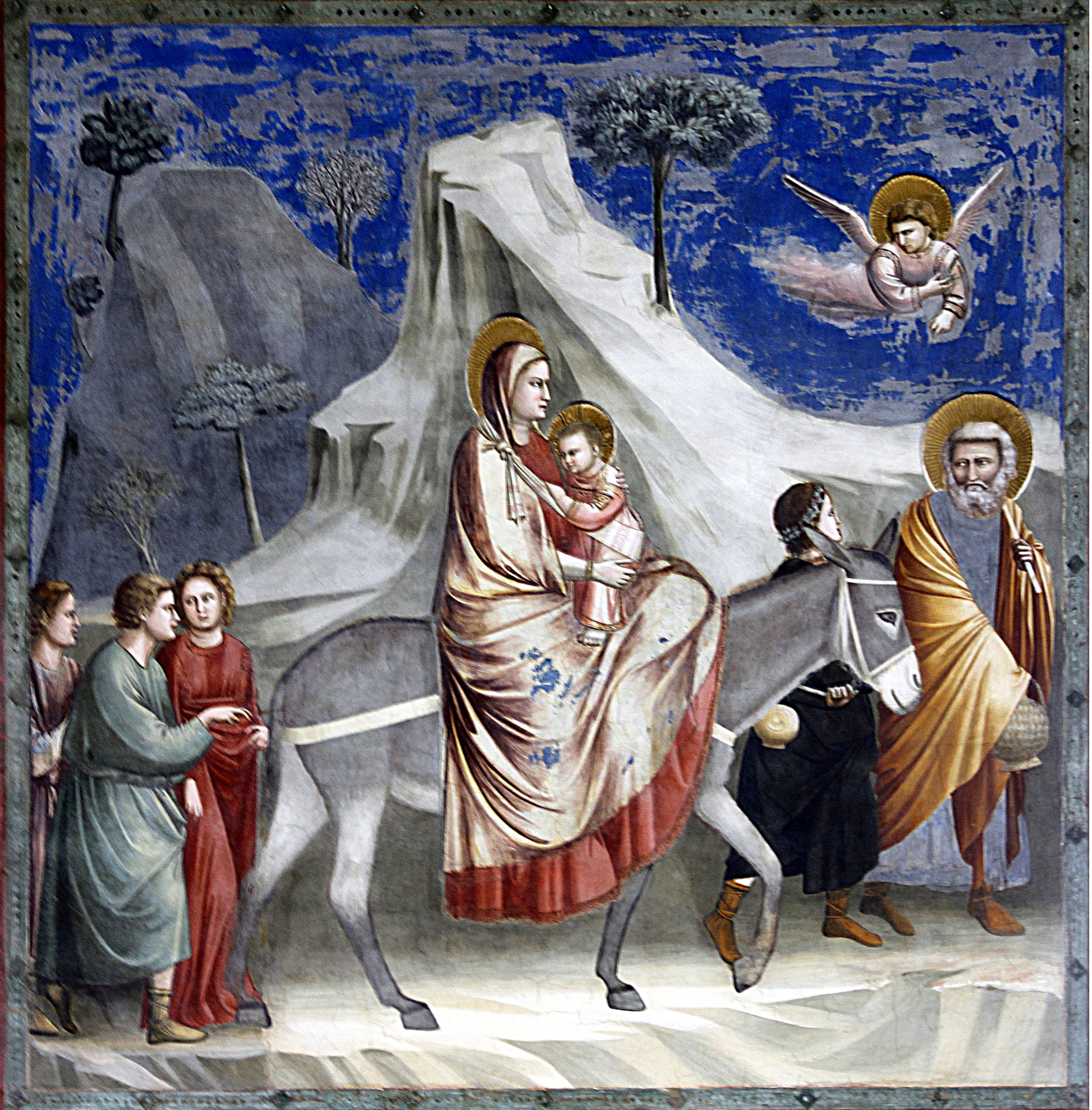
Бегство в Египет
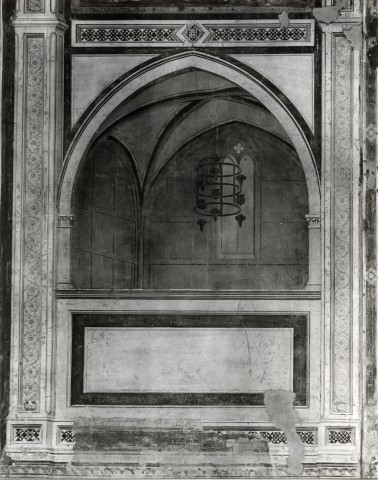
Обманка «Коретто» (ниша)

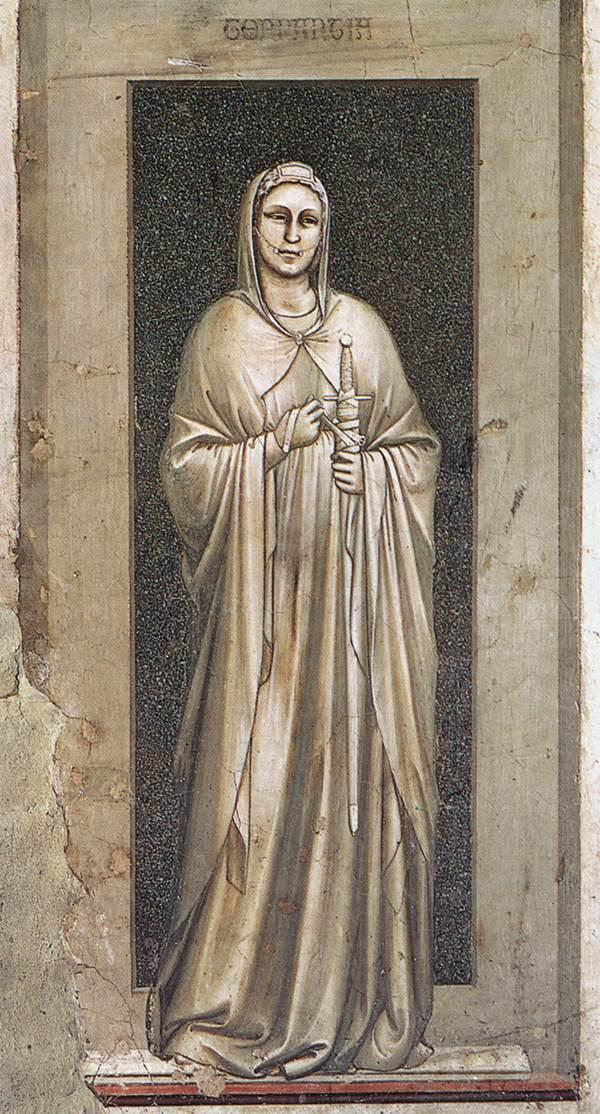
Аллегория умеренности
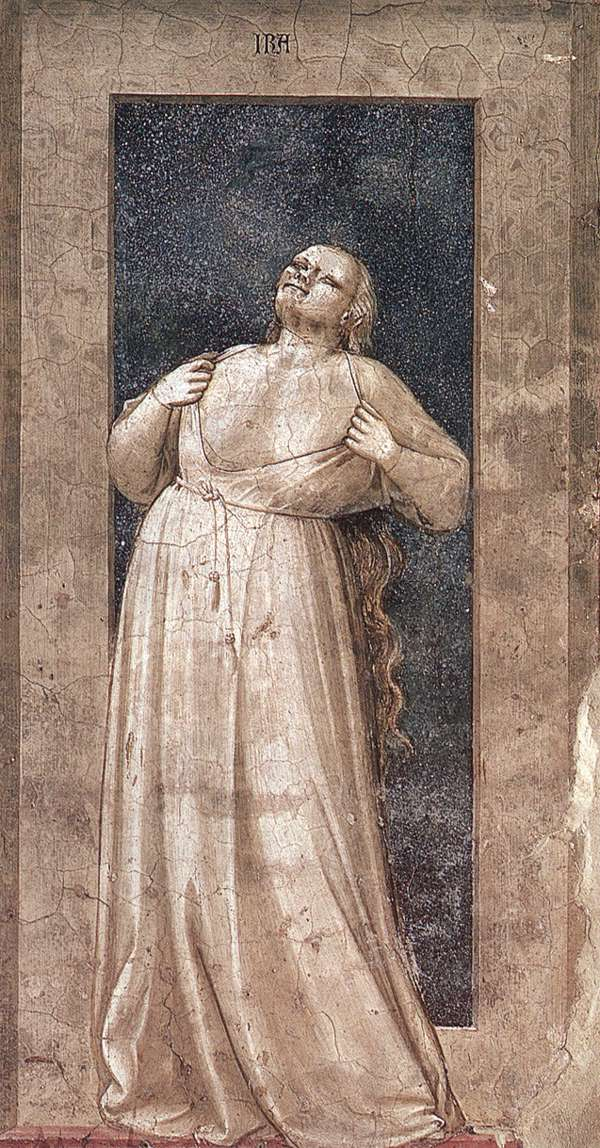
Аллегория гнева
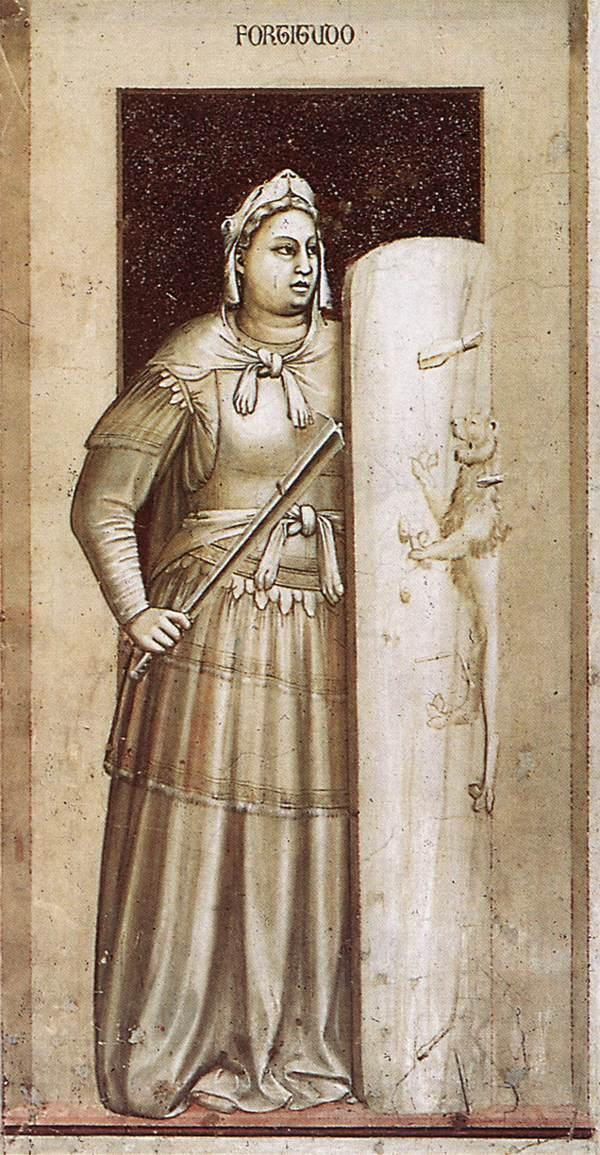
Аллегория твёрдости
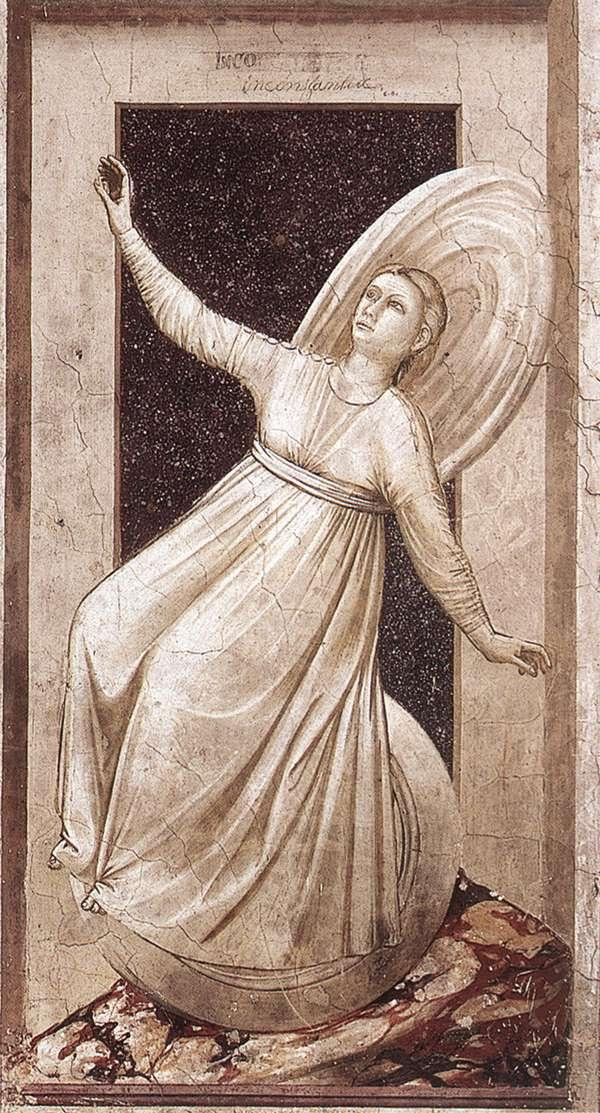
Аллегория непостоянства
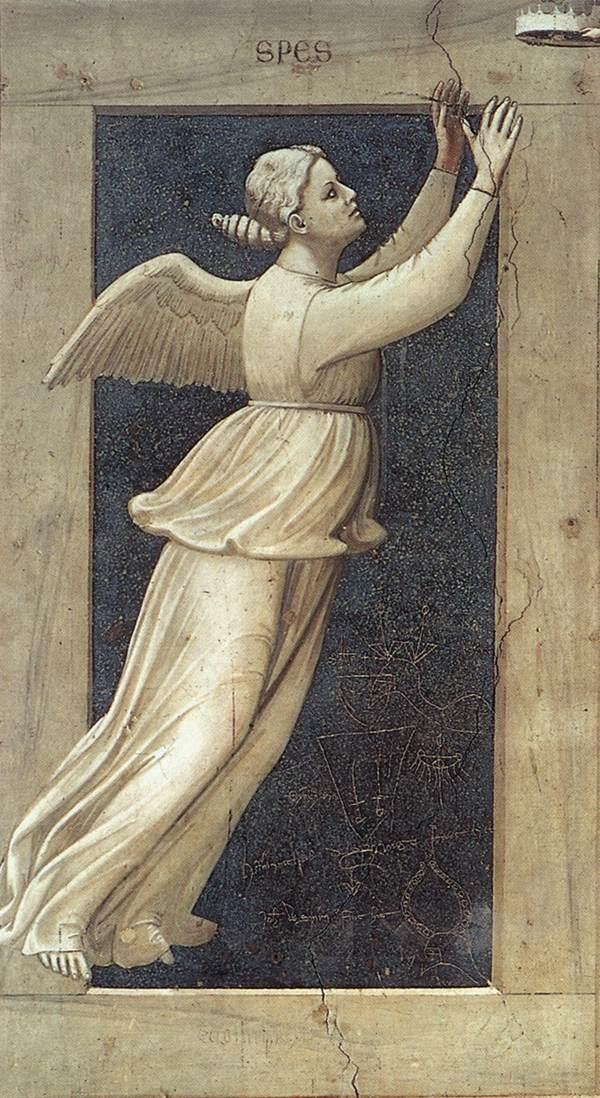
Аллегория надежды
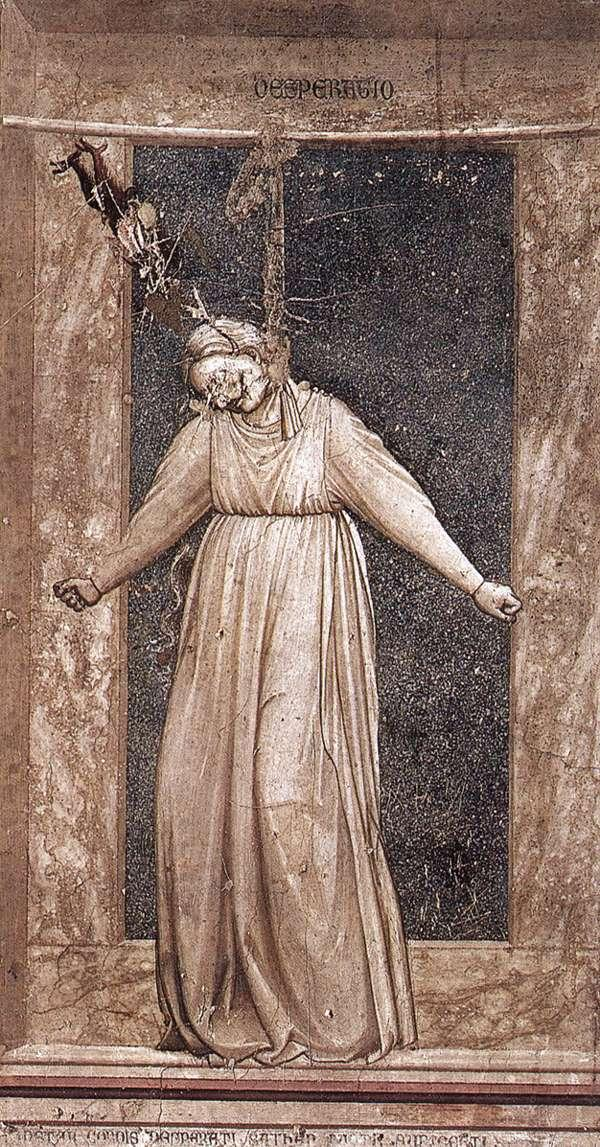
Аллегория отчаяния

## Прочие сведения
Считается, что в качестве образца для Вифлеемской звезды в «Поклонении волхвов» (во втором ярусе на правой стене) Джотто использовал комету Галлея (которая проходила над Землей в 1301 году). По аналогии Европейское космическое агентство назвало Джотто космический зонд, предназначенный для встречи с кометой Галлея.